# Kyle Langford
Kyle Langford (* 2. Februar 1996 in Watford) ist ein britischer Mittelstreckenläufer, der sich auf die 800-Meter-Distanz spezialisiert hat.

## Sportliche Laufbahn
Erste Erfahrungen bei internationalen Meisterschaften sammelte Kyle Langford bei den Jugendweltmeisterschaften 2013 in Donezk, bei denen er in 1:48,32 min die Bronzemedaille über 800 Meter gewann. Im Jahr darauf belegte er bei den Juniorenweltmeisterschaften in Eugene mit 1:55,21 min im Finale den achten Platz. 2015 siegte er in 1:48,99 min bei den Junioreneuropameisterschaften im schwedischen Eskilstuna. Er qualifizierte sich auch für die Weltmeisterschaften in Peking, bei denen er mit 1:49,78 min in der ersten Runde ausschied. Zwei Jahre später nahm Langford an den Halleneuropameisterschaften in Belgrad teil und schied dort im Halbfinale aus. Er qualifizierte sich während der Freiluftsaison erneut für die Weltmeisterschaften in London und belegte dort im Finale in 1:45,25 min den vierten Platz. 2018 nahm Langford erstmals an den Commonwealth Games in Gold Coast teil und gewann dort in 1:45,15 min die Silbermedaille hinter dem Kenianer Wycliffe Kinyamal. Im Jahr darauf schied er bei den Weltmeisterschaften in Doha mit 1:46,41 min im Halbfinale aus und 2022 siegte er in 1:46,11 min bei den Penn Relays. Im Juni siegte er in 1:46,48 min bei der BoXX United Manchester World Athletics Continental Tour und schied anschließend bei den Weltmeisterschaften in Eugene mit 1:45,91 min im Halbfinale aus. Ende August siegte er dann in 1:44,49 min beim 58. Palio Città della Quercia. 
2015 wurde Langford britischer Meister über 800 Meter.

## Persönliche Bestzeiten
- 800 Meter: 1:44,49 min, 30. August 2022 in Rovereto
  - 800 Meter (Halle): 1:46,43 min, 3. Februar 2018 in New York City
- 1500 Meter: 3:41,08 min, 14. August 2021 in London